# Damias mononis
Damias mononis är en fjärilsart som beskrevs av Jordan 1904. Damias mononis ingår i släktet Damias och familjen björnspinnare. Inga underarter finns listade i Catalogue of Life.